# Phlegra insulana
Phlegra insulana là một loài nhện trong họ Salticidae.
Loài này thuộc chi Phlegra. Phlegra insulana được Joachim Schmidt & Otto Krause miêu tả năm 1998.